# بيدرو أوقستو
بيدرو أوقستو هو لاعب كرة قدم برازيلي في مركز الوسط، ولد في 3 مارس 1997 في أوبا في البرازيل. لعب مع نادي ساو باولو.

## وصلات خارجية
- بيدرو أوقستو على موقع قاعدة بيانات كرة القدم.إي يو (الإنجليزية)
- بيدرو أوقستو على موقع Soccerway.com (الإنجليزية)